# Compagnie du chemin de fer de Marseille à Avignon
La Compagnie du chemin de fer de Marseille à Avignon a été créée en août 1843 par Paulin Talabot, ingénieur et grande figure du chemin de fer, pour la construction et l'exploitation de la ligne de Marseille à Avignon dont il avait obtenu la concession en juillet de la même année. Après la réalisation de cette ligne en 1849, et sans attendre l'achèvement des annexes prévues, Paulin Talabot fera en sorte de fusionner en 1852 sa compagnie avec diverses compagnies voisines pour constituer la Compagnie du chemin de fer de Lyon à la Méditerranée, dont il deviendra le directeur, et qu'il intègrera plus tard dans la célèbre Compagnie des chemins de fer de Paris à Lyon et à la Méditerranée, dont il sera le directeur général. 

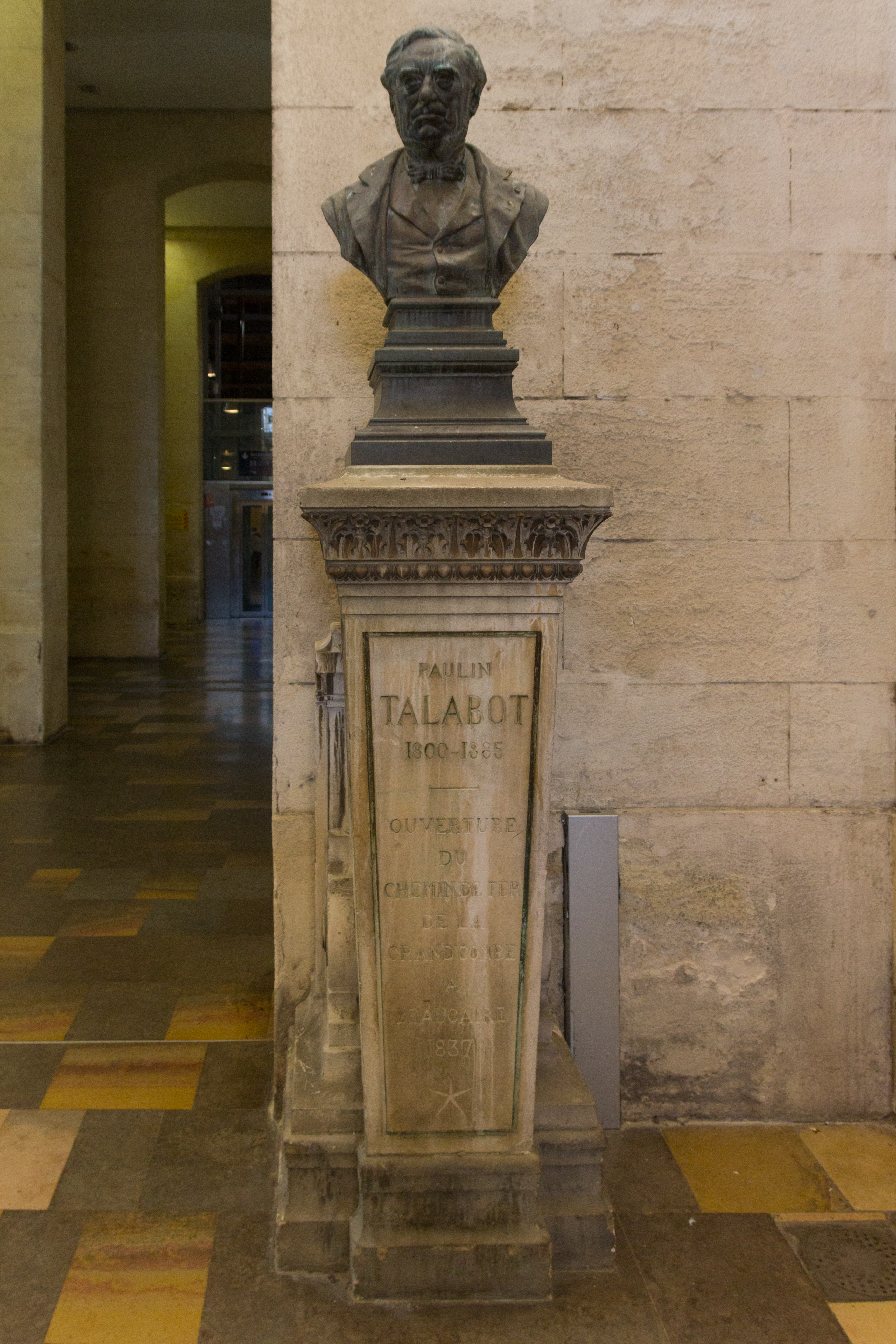
Buste de Paulin Talabot dans la gare de Nîmes

Dotée d'un capital de 20 millions de francs, elle fait partie des cinq sociétés mises sous séquestre par l'État lors du krach de 1847, avec la Compagnie du chemin de fer de Paris à Orléans le 4 avril 1848, la Compagnie du chemin de fer de Bordeaux à La Teste le 30 octobre 1848 et la Ligne de Sceaux le 29 décembre 1848. La Compagnie du chemin de fer de Paris à Lyon, elle, est nationalisée en 1848. 

## Naissance de la compagnie
Dès la réalisation des premiers chemins de fer, les esprits Saint-Simoniens envisagent avec enthousiasme la réalisation d'une « route de fer allant du Havre à Marseille », qui « servirait de base à une réédification de toutes les communications du royaume ». Dans la région marseillaise, les projets se multiplient : Delorme et compagnie en 1833, Delavau en 1835, Kermaingant en 1836, proposent différents schémas de liaison Lyon - Marseille par la vallée du Rhône. La chambre de commerce de Marseille, à qui ces propositions sont transmises, en approuve le principe et, le 3 août 1836, donne officiellement son soutien au projet Kermaingant, qui relie Avignon à Marseille par Arles et Martigues. Mais elle refuse de s'y engager financièrement. En fait, les édiles marseillais ne souhaitent pas vraiment une liaison sur Lyon, pas plus d'ailleurs que leurs homologues lyonnais. Ce qui les intéresse, c'est la jonction de la ville de Marseille au Rhône, soit à Arles, soit à Avignon, où les bateliers du Rhône, avec leurs modernes vapeurs, prendraient le relais. 
Le 27 juin 1833 le gouvernement avait fait voter un crédit de 500 000 francs pour des études de chemins de fer. Parmi les premières lignes étudiées figure « Paris à Lyon et Marseille avec embranchement vers Grenoble ». Le 8 mai 1837 le gouvernement dépose 3 projets, dont un relatif à un chemin de Lyon à Marseille. Il était tracé par Perrache, Vienne, Tarascon, Arles et aboutissait à La Joliette. Ces projets ne sont pas discutés par la chambre et deviennent caducs. Le 28 octobre 1842 un décret constitue une commission extraparlementaire « pour examiner la solution à donner au problème de l'établissement des chemins de fer ». La commission examine les projets précédents, et se prononce pour leur exécution par des entrepreneurs privés. Enfin le 11 juin 1842 le gouvernement fait voter une Loi relative à l'établissement des grandes lignes de chemin de fer en France qui prévoit, dans son article premier, « un système de chemins de fer » se dirigeant notamment de Paris « sur la Méditerranée, par Lyon, Marseille et Cette ».
Alors qu'Alexis Legrand, au nom du gouvernement, rappelle l'importance de l'axe Lyon - Marseille, la municipalité de Marseille, s'en teint à son vœu « de voir la ligne de Marseille au Rhône rapidement réalisée ».
Paulin Talabot, polytechnicien d'esprit saint-simonien, qui a pris une participation dans la Compagnie houillère de la Grand'Combe, achève en août 1840, avec son condisciple Charles Didion, la construction d'une ligne de chemin de fer reliant le bassin d'Alais à Beaucaire sur le Rhône. Pour faire parvenir à Marseille le charbon des mines de la Grand'Combe, il lui faut traverser le Rhône, et tracer une ligne de Tarascon à Marseille. En bon tacticien, il présente en novembre 1841 aux édiles marseillais le projet d'une ligne de chemin de fer de Marseille à Avignon via Arles, avec raccordement à Tarascon sur Beaucaire, puis constitue au début de 1842 une Société anonyme du chemin de fer de Marseille à Avignon, au capital de 20 millions de francs, présidée par Wulfran Puget, avec la participation du baron Nathaniel de Rothschild et du « père » Enfantin.
Peu après, en décembre 1841, Franz Mayor de Montricher, ingénieur des Ponts et chaussées, propose un tracé direct : Avignon - Salon - Marseille, avec deux embranchements, l'un à l'ouest vers Tarascon - Beaucaire, l'autre à l'est vers Aix-en-Provence. Kermaingant et la chambre de commerce de Marseille se rallient à ce dernier projet, plus économique et qui dessert mieux l'intérieur du département. Les municipalités de Nîmes, Arles et Avignon et les corporations de la batellerie y sont hostiles. Mais le parlement, avec le soutien enflammé du député Lamartine, qui préside la commission ad-hoc, choisit le projet Talabot. Dans le cadre de la loi de juin 1842, la loi du 24 juillet 1843 accorde pour 33 ans la concession de cette section de la ligne de Paris à Marseille à Talabot et ses associés Ricard, Chaponnière, et Rey de Foresta, avec une subvention de 32 millions, ainsi que les terrains, sous plusieurs conditions :
- réalisation d'un embranchement à Marseille vers le nouveau port de la Joliette ;
- réalisation d'un pont sur le Rhône entre Tarascon et Beaucaire pour assurer un embranchement vers la ligne de chemin de fer de Beaucaire à Cette (Sète).
- achèvement des travaux dans les cinq ans ;
- constitution d'une compagnie fermière.

Les statuts de la Compagnie du chemin de fer de Marseille à Avignon sont approuvés le 29 août 1843 au capital de 20 Mf en 40 000 actions

## La ligne Marseille - Avignon

### Description
Sur les 122 kilomètres que va comporter la ligne, les difficultés sont nombreuses : la sortie de Marseille doit s'effectuer par un « percé » (on ne disait pas encore tunnel) de plus de 4 600 mètres sous le massif de la Nerthe, alors que le plus long souterrain construit jusqu'ici en France n'en mesure que 2 640 ; la longue traversée de la Crau, la traversée d'Arles et la remontée sur Tarascon, soit plus de 40 kilomètres, sont en terrain inondable ; et l'arrivée à Avignon nécessite le franchissement de la Durance, au lit large et au débit irrégulier. 

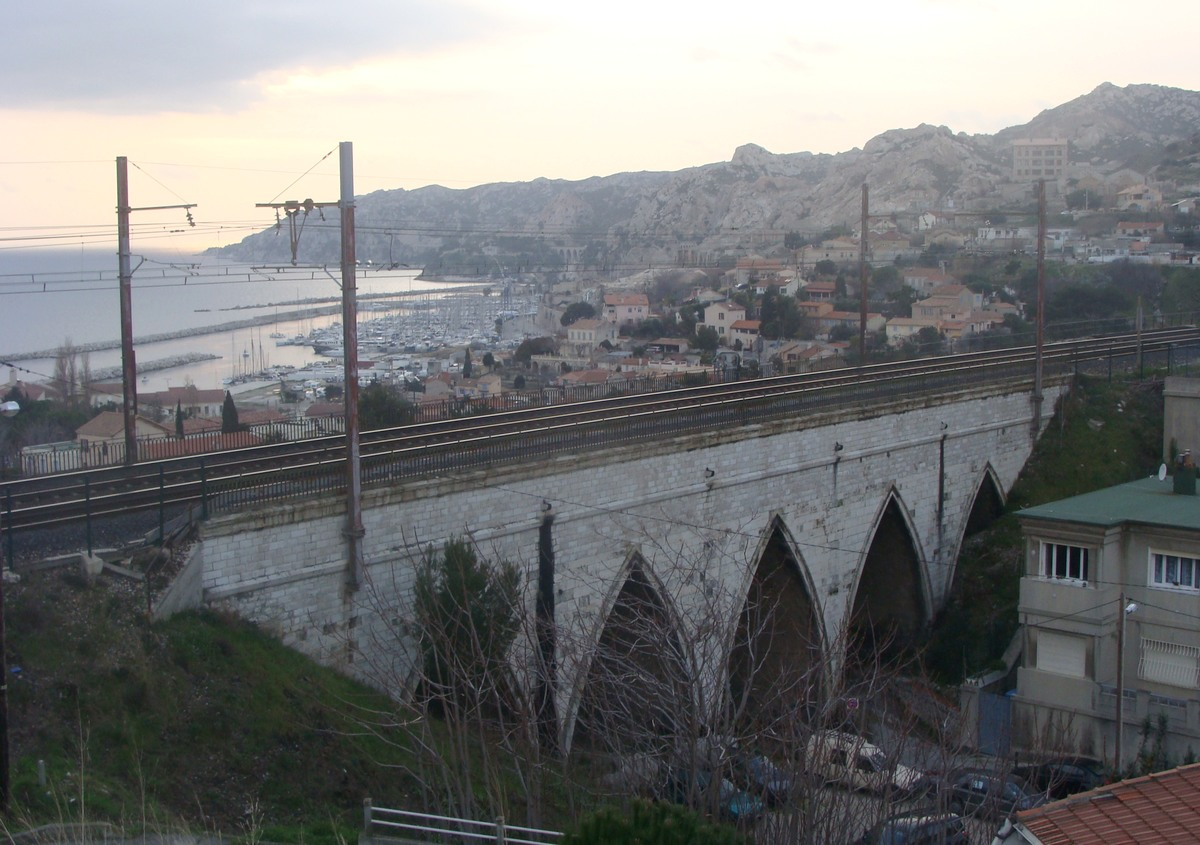
Le viaduc de la montée Pichou et ses arches gothiques ; au fond, la côte bleue.

Malgré un profil apparemment facile —aucun point n'est à plus de 50 mètres d'altitude, et on compte plus de 45 kilomètres de lignes droites entre Miramas et Tarascon—, la ligne comporte de nombreux ouvrages d'art, qui en rendent la construction lente et coûteuse :
- le tunnel de Saint-Louis, entre les gares de Saint-Louis-les-Aygalades et Saint-André, à Marseille,
- le viaduc de la montée Pichou, avec ses arcs gothiques, et le viaduc des Riaux, à la sortie nord de l'Estaque,
- le tunnel de la Nerthe, entre l'Estaque et Pas-des-Lanciers (longueur 4 620 mètres),
- le viaduc de Saint-Chamas, sur la Touloubre, avec ses arches entrelacées[18],
- le viaduc de Pont-de-Crau, à l'entrée sud d'Arles, traversant les marais[19],
- le viaduc de la Durance, entre Barbentane-Rognonas et Avignon[20].

Latéralement à la ligne, le raccordement de Tarascon à Beaucaire se fera par un long viaduc sur le Rhône, reposant sur une île du Rhône en son milieu.

### La gare de Marseille
Dès 1832, avant qu'aucune décision de construire une ligne soit prise, la municipalité de Marseille s'était préoccupée de l'arrivée du chemin de fer dans sa ville. Plusieurs options étaient en discussion pour l'emplacement de la future gare terminus : Kermaingant et Montricher la plaçaient vers la place Pentagone (actuelle place Marceau), au départ du « chemin d'Aix » (la route royale numéro 8, future nationale 8), non loin des futurs ports de la Joliette. Talabot et Didion proposent un site plus proche du centre-ville : il s'agit d'aménager la « butte Saint-Charles », aux abords de la place Bernard-du-Bois, jouxtant le quartier commerçant du centre-ville ; l'endroit, vaste, n'est occupé que par quelques propriétés rurales, et l'acquisition des terrains sera peu onéreuse. La commission municipale d'étude retient cette proposition, qui est entérinée par le ministère, à la condition que la gare ainsi placée soit reliée au nouveau port en construction à la Joliette. Après avoir envisagé de placer la gare de marchandises en retrait du côté de la Belle de Mai, Talabot la place contre la gare de voyageurs, ce qui occasionnera plus tard de multiples remaniements, lors de l'extension de la gare principale.
Le choix de Saint-Charles a deux défauts majeurs. D'une part, il est éloigné du port et nécessite la construction d'un raccordement de 3 kilomètres entre la gare et la Joliette. D'autre part l'accès depuis la ville est difficile, car il faut accéder au plateau, soit à pied par un petit escalier, soit en voiture (plus tard en tramway) en faisant un détour. Ce problème d'accessibilité ne sera résolu — partiellement — que par la construction de l'escalier monumental en 1925. 
Lors de l'inauguration de la ligne, au début de 1848, le bâtiment est encore en projet et seul a été construit un embarcadère provisoire. La gare était encore en construction en 1851 et il ne semble pas y avoir eu de cérémonie d'inauguration.

### Construction et mise en service

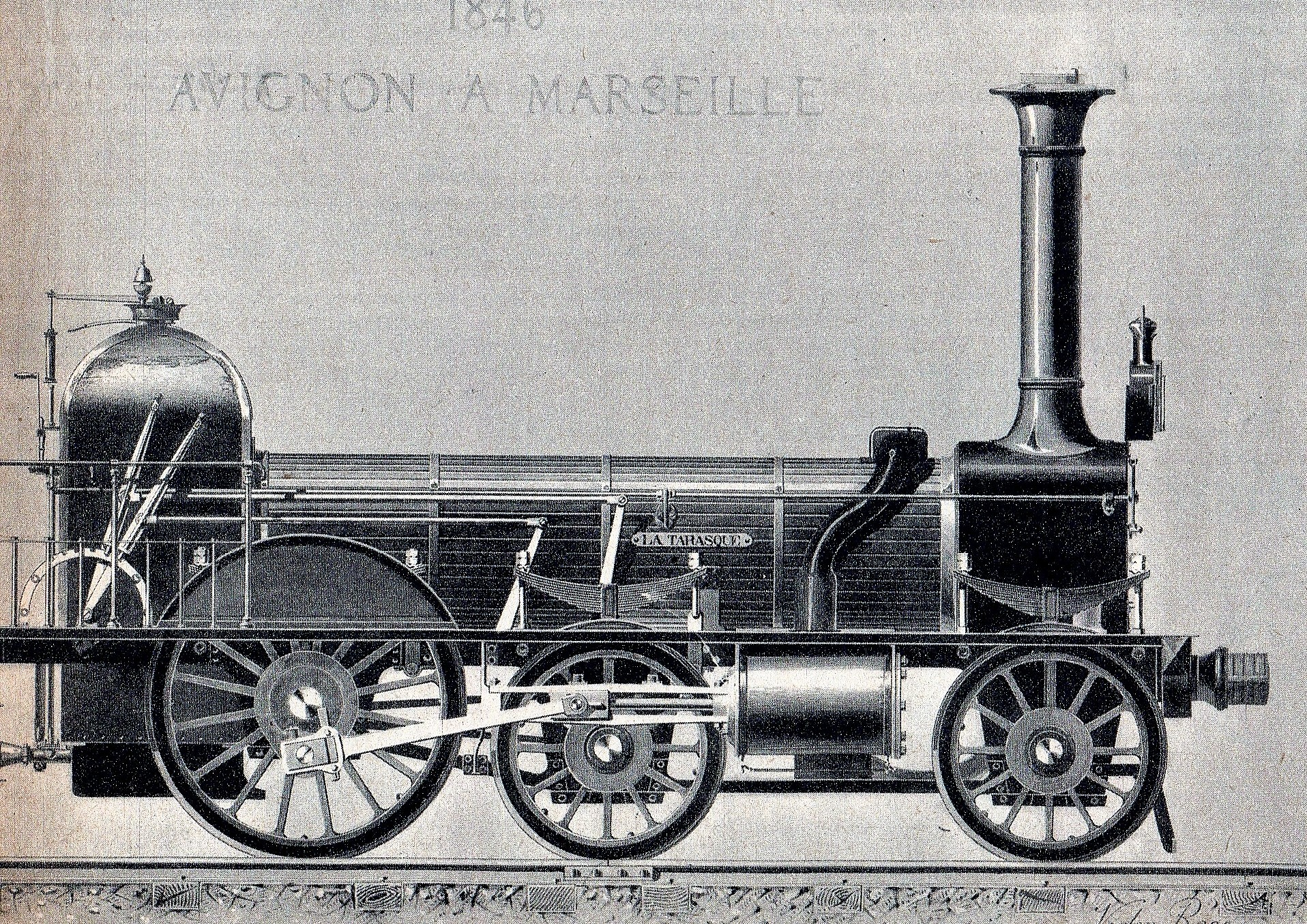
La locomotive La Tarasque

Talabot s'adjoint pour la construction Gustave Desplaces, neveu de Marc Seguin et des Montgolfier. Au fur et à mesure de l'avancement des travaux, les tronçons sont mis en service. Le 9 septembre 1847, Talabot peut faire voyager le préfet et quelques conseillers généraux du Pas-des-Lanciers à Arles. Le 18 septembre 1847, la section de ligne de Tarascon à Saint-Chamas est ouverte au public, et reçoit 1 000 voyageurs dès le premier jour. Le jour de Noël 1847, Paulin Talabot, aux commandes de « l'Hirondelle », franchit pour la première fois, en 12 minutes, le tunnel de la Nerthe. 
L'inauguration de la ligne a lieu le 9 janvier 1848. Plus de cinq cents personnes participent au voyage inaugural de Marseille à Arles, sous la pluie et la neige : deux heures et demie exactement pour 86 kilomètres, incluant deux arrêts techniques de 13 minutes chacun. La veille Monseigneur de Mazenod, évêque de Marseille, accompagné du père Lacordaire, avait procédé à la bénédiction des locomotives. La mise en service commercial commence le 16 janvier 1848, avec 4 allers-retours quotidiens, qui transportent entre 7 000 et 10 000 voyageurs par semaine.
Cependant la ligne reste limitée au nord à Rognonas, le viaduc sur la Durance nécessaire pour joindre Avignon n'étant pas construit. Il faut terminer en omnibus hippomobile. La construction a en effet coûté beaucoup plus cher que prévu, et il manque 20 millions de francs pour l'achever. Le 21 novembre 1848, le gouvernement provisoire issu de la révolution de 1848 met sous séquestre la compagnie. Mais Talabot obtient l'autorisation d'émettre un emprunt de 30 millions et, dès le 5 mars 1849, la ligne atteint Avignon. Pour que la réalisation du projet Talabot soit complète, il manque encore le viaduc sur le Rhône à Tarascon (raccordement avec la ligne de Beaucaire), qui ne sera achevé qu'en 1852, et la jonction entre la gare Saint-Charles et la Joliette, qui ne sera effective que le 15 juin 1860.

## Évolution de la compagnie
La ligne de Marseille à Avignon est en difficulté financière. Mais le gouvernement tient à la réalisation de l'axe Paris - Marseille. Or la ligne de Lyon à Avignon, à laquelle celle de Marseille devait se raccorder, avait d'abord été concédée le 10 juin 1846 à Paulin Talabot pour le compte d'une société anonyme, la Compagnie du chemin de fer de Lyon à Avignon, qui par suite de déboires est dissoute le 11 octobre 1847. En 1850, Paulin Talabot se met en concurrence avec les frères Pereire pour la concession de l'ensemble de la ligne restant à construire de Paris à Avignon. Faute d'accord, le ministère découpe le lot en deux et confie, en janvier 1852, le Paris - Lyon et le Lyon - Avignon à deux compagnies distinctes. Talabot obtient l'appui financier du gouvernement pour sa ligne d'Avignon à Marseille, et se rapproche de la compagnie de Lyon à Avignon, qualifiée péjorativement par les frères Pereire de « compagnie des maîtres de forges », mais qui obtient l'appui des Rothschild. Avec leur appui et celui du comte de Morny, demi-frère de Napoléon III, il réalise la fusion de l'ensemble des compagnies exploitant des lignes entre Lyon, Marseille et Cette (Sète) (de Lyon à Avignon, d'Avignon à Marseille, du Gard et de l'Hérault) : la loi du 8 juillet 1852 autorise la création de la Compagnie des chemins de fer de Lyon à la Méditerranée, dont Talabot est directeur. Cinq ans plus tard, celle-ci fusionnera avec la Compagnie du chemin de fer de Paris à Lyon pour constituer la Compagnie des chemins de fer de Paris à Lyon et à la Méditerranée (PLM), dirigée également par Paulin Talabot.

## Souvenir
Le souvenir de la compagnie de chemin de fer de Marseille à Avignon emprunte à la numismatique ferroviaire les pièces suivantes :
- sans date (1er modèle)[35] ;
- sans date (Second modèle)[36] ;
- 1844 jeton de présence au conseil d’administration[37] ;
- 1844 médaille[38] ;